# Drážov
Drážov es una localidad del distrito de Strakonice en la región de Bohemia Meridional, República Checa, con una población estimada a principio del año 2018 de 242 habitantes. 
Se encuentra ubicada al noroeste de la región, cerca de frontera con la región de Pilsen.